# Насильство проти трансгендерних людей
Транс-башинг — акт віктимізації людини емоційно, фізично, сексуально чи усно, оскільки вона є трансгендером. Цей термін також застосовувався до мови ворожнечі, спрямованої проти трансгендерних людей та до зображень трансгендерних людей у ЗМІ, що підсилюють негативні стереотипи щодо них. Транс та небінарні підлітки можуть зазнати знущань у формі цькування та домагань. У порівнянні з їх цисгендерними однолітками, транс і небінарна молодь піддаються підвищеному ризику для віктимізації.
Дискримінація, яка включає фізичне або сексуальне насильство щодо транс-людей через трансфобію чи гомофобію, є поширеним явищем для транс-людей. Злочини на ґрунті ненависті проти транс-людей поширені навіть останнім часом.